# Lista mgławic protoplanetarnych
Lista wybranych mgławic protoplanetarnych.
| Zdjęcie | Nazwa                       | Nazwy alternatywne            | Data odkrycia | Odległość w (ly) |
| ------- | --------------------------- | ----------------------------- | ------------- | ---------------- |
|         | Mgławica Bumerang           | Mgławica bipolarna Centaurusa |               | 5000             |
|         | Mgławica Tykwa              | OH231.8+4.2                   |               | 4200             |
|         | Mgławica Jajko              | CRL 2688                      | 1996          | 3000             |
|         | Mgławica Frosty Leo         | IRAS 09371+1212               |               | 3000             |
|         | Mgławica Czerwony Czworokąt | HD 44179                      | 1973          | 2300 ± 300       |
|         | Hamburger Gomeza            | IRAS 18059-3211               | 1985          | 6500             |
|         | Mgławica Wata Cukrowa       | IRAS 17150-3224               |               |                  |
|         | Mgławica Lilia Wodna        | IRAS 16594-4656               |               |                  |
|         |                             | IRAS 22036+5306               |               | ok. 6500         |
|         | Mgławica Westbrook          | IRAS 04395+3601               |               |                  |
|         |                             | IRAS 13208-6020               |               |                  |
|         |                             | IRAS 20068+4051               |               |                  |
|         |                             | IRAS 23166+1655               |               |                  |
|         | Minkowski 92                | IRAS 19343+2926               |               | ok. 8000         |
|         |                             | IRAS 19024+0044               |               | 11 000           |
|         |                             | IRAS 17163-3907               |               | 13 000           |